# جبن مشلل
الجبن المُشلل أو المُضفّر أو المجدول هو منتج ألبان مصنوع من شرائح من الجبن عالي المرونة ملفوفة معًا في جديلة. تصنع فلسطين ولبنان وسوريا وكردستان وتركيا وأرمينية والسودان والعديد من دول أمريكا اللطينة أنواعًا مختلفة من الجبن المشلل. يمكن استخدام هذه الأجبان في مجموعة متنوعة من الأطباق أو تناولها بالخبز. تُنقع بعضها في الماء البارد لتليين الجبن وإزالة الملح الزائد.